# Radosław Hyży
Radosław Hyży (ur. 8 lutego 1977 w Strzelnie) – polski koszykarz występujący na pozycji silnego skrzydłowego, wychowanek SKS Kasprowicza Inowrocław, 54-krotny reprezentant Polski, uczestnik mistrzostw Europy w 2007, medalista mistrzostw Polski i Czech, trzykrotny zdobywca pucharu Polski, czterokrotny uczestnik meczu gwiazd Polskiej Ligi Koszykówki. Po zakończeniu kariery zawodniczej został trenerem i komentatorem sportowym.

## Życiorys
Profesjonalną karierę rozpoczął w sezonie 1994/1995 w zespole Noteci Inowrocław, którego barwy reprezentował do 1997, kiedy przeszedł do Unii Tarnów. W Unii występował do końca sezonu 1999/2000, po czym podpisał kontrakt z Czarnymi Słupsk, gdzie grał przez jeden sezon. Następnie wyjechał do Francji, gdzie przez kolejne dwa sezony reprezentował JDA Dijon.
Po powrocie do Polski dołączył do występującego w Eurolidze Śląska Wrocław, z którym w sezonie 2003/2004 zdobył wicemistrzostwo Polski, a także Puchar Polski. W Śląsku występował do końca sezonu 2004/2005, po czym przeszedł do Turowa Zgorzelec. W sezonach 2004/2005 i 2005/2006 został wybrany do Meczu Gwiazd PLK. Po jednym sezonie w Turowie powrócił do Śląska, którego barwy reprezentował przez kolejne dwa sezony, dwukrotnie zdobywając brązowy medal PLK. W sezonie 2008/2009 grał w Baskecie Kwidzyn, a następnie w chorwackim zespole KK Kastela. W sezonie 2009/2010 występował w czeskim BK Prostějov, z którym zdobył wicemistrzostwo Czech.
Od rundy zasadniczej 2011 ponownie był zawodnikiem Śląska Wrocław, z którym awansował do I ligi i zdobył Puchar PZKosz 2012 (w meczu półfinałowym ze Startem Gdynia wyróżniony nagrodą MVP). W sezonie 2012/2013 awansował ze Śląskiem Wrocław do PLK. W najwyższej klasie rozgrywkowej z klubem tym rozegrał 2 sezony, występując w nich w odpowiednio 30 (2013/2014) i 9 (2014/2015) meczach ligowych. Po sezonie 2014/2015 zakończył karierę zawodniczą i objął funkcję asystenta trenera w Śląsku. W listopadzie 2016 objął funkcję pierwszego trenera w Zetkama Doral Nysa Kłodzko, drużyny występującej w I lidze męskiej.
W 2007 reprezentował Polskę podczas mistrzostw Europy w koszykówce. W sumie w seniorskiej kadrze rozegrał 54 spotkania.
W sezonie 2015/2016 pełnił funkcję asystenta trenera w Śląsku. Od listopada 2016 do października 2017 był pierwszym trenerem pierwszoligowej Zetkamy Doral Nysy Kłodzko. 22 maja 2019 opuścił stanowisko głównego trenera Śląska Wrocław.

## Osiągnięcia i wyróżnienia

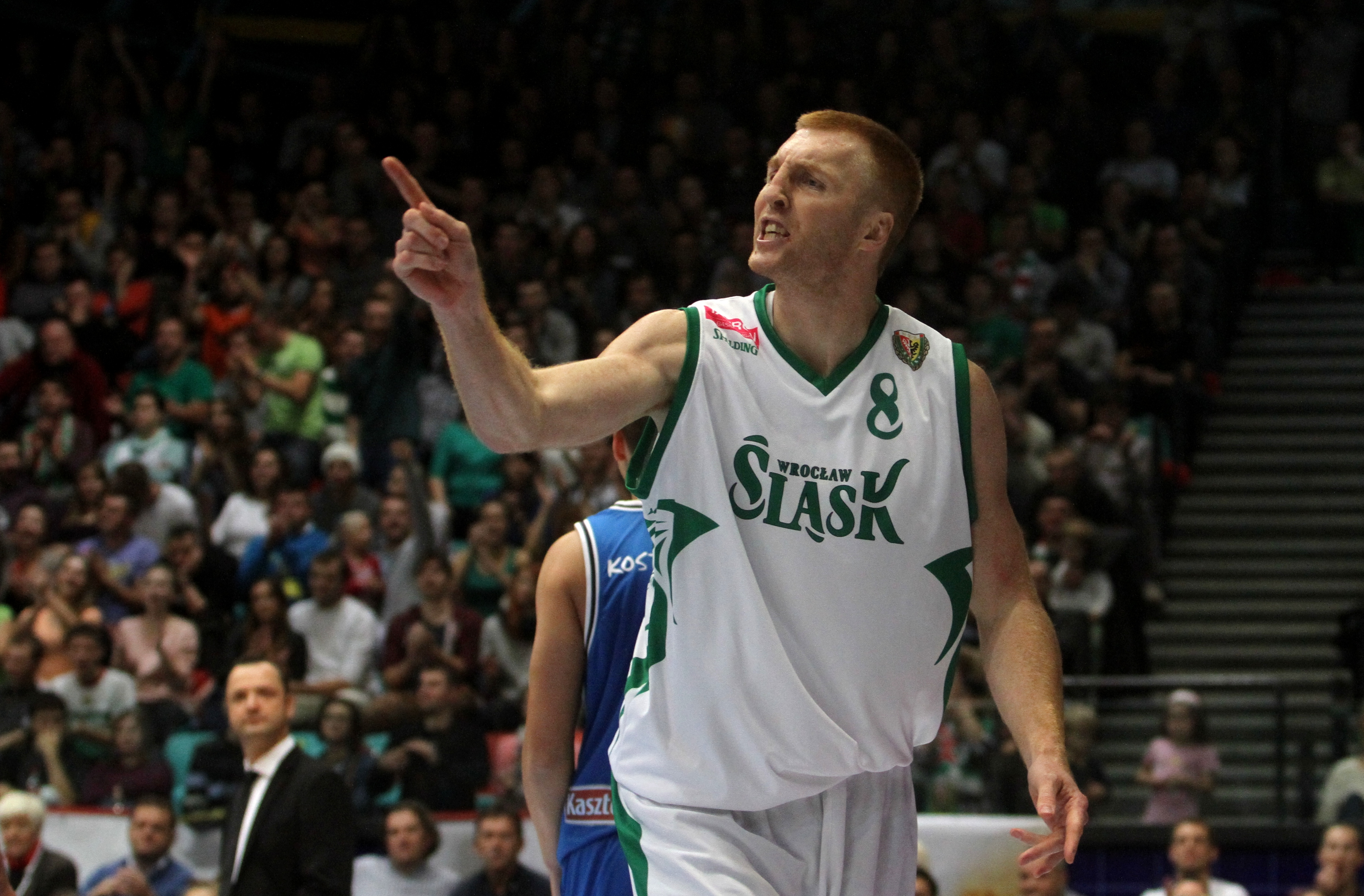
Hyży w 2014 w barwach Śląska Wrocław

Klubowe
- Mistrz: 
  - I ligi polskiej (2013)
  - II ligi polskiej (2012)
- Wicemistrz:
  - Polski (2004)
  - Czech (2010, 2011)
- 2-krotny brązowy medalista mistrzostw Polski (2007, 2008)
- Zdobywca:
  - Pucharu Polski (2004, 2005, 2014)
  - Pucharu PZKosz (2012)
- Finalista:
  - Pucharu Polski (2008)
  - Superpucharu Polski (2014)
- Uczestnik rozgrywek:
  - Pucharu Koracia (1999/2000, 2001/02)[5]
  - EuroChallenge (2010/11)[5]
  - Euroligi (2002/03)[5]

Indywidualne
- I skład najlepszych polskich zawodników PLK (2001)[6]
- 4-krotny uczestnik meczu gwiazd PLK (2000, 2005, 2006, 2007)[7]
- Powołany do udziału w meczu gwiazd Polska - Gwiazdy PLK (2000)[6]
- Lider play-off PLK w średniej przechwytów (2006)[8]

Reprezentacja
- Uczestnik:
  - mistrzostw Europy (2007)[5]
  - eliminacji do mistrzostw Europy (2001, 2003, 2005, 2007)[5]